# Nassaustraat 151
Nassaustraat 151 is het adres van een rijksmonumentaal gebouw in het Nederlandse dorp Maarssen.
Het betreft een sluishuisje waaronder de Maarssenveensevaart loopt. Direct ten oosten van het huis bevindt zich een (restant van een) sluis. Het huis is gepleisterd en voorzien van een zadeldak. 